# Arç blanc
L'arç blanc (Crataegus monogyna), dit també espinalb, cirerer de(l bon) pastor o cirerer de la Mare de Déu, és un arbret o mata de la família de les rosàcies molt comú en el clima mediterrani. L'arç blanc té una àmplia distribució, el trobem al centre d'Europa, regió mediterrània, costa atlàntica, oest asiàtic, sud d'Escandinàvia, Amèrica del Nord, nord d'Àfrica i Sibèria. La seva forma vital és pluriennal. Als Països Catalans és comú a tot el territori, Principat, País Valencià i Illes Balears. Concretament es troba als Pirineus, i contrades humides del NE, territori auso-segàrric, territori catalanídic, sicòric i llocs poc plujosos propencs (Urgell, Segrià), al País Valencià, Mallorca i Menorca.

## Terminologia

### Popular
En català, l'arç blanc té molts de noms populars. D'entre aquests, l'IEC recull també espinalb, cirerer de pastor, cirerer del bon pastor i cirerer de la Mare de Déu. Al Principat s'anomena habitualment arç blanc, gargaller i espinall; a Menorca, espinal, i a Mallorca, cirerer de pastor.
A més, el Termcat recull 112 designacions: arn, arna, espí blanc o simplement espí, albespí, albespina, espinal, espinaler, i derivats dobriülls/abriülls (abreülls, abrulls), agraüller (ant. garaüller), angarguller, garbuller, gaürrer, braguller, bruguller (Conflent), brauller, grabuller, grauller, garguller, gargaller, etc.
A la sola Catalunya del Nord, rep els noms següents: ram de Sant Pere, espinàs (mitjana i alta vall del Tec, mitjana vall de la Tet), espineta (plana rossellonesa en les baixes valls de la Tet i l'Aglí), espinarç (Vallespir), pomer de Sant Joan (oest del Rosselló), pometes de la Mare de Déu o del bon pastor (Rosselló i Terrassa, DCVB), cirereta de la Mare de Déu (Salanca), cirereta (Baixos Aspres), pruner de la Mare de Déu (al llarg de la frontera llenguadociana), ram de Sant Pere Martre/Màrtir (al llarg de la frontera llenguadociana), barjàs (vall de la Castellana), ilsa/illa (Alt Conflent), sugrà (Conflent), solegraner (la 'o' inicial conserva el seu timbre; Rosselló occidental, Costa Vermella), entre d'altres.
A Mallorca rep el nom de cirerer de pastor.

### Científica
El nom científic, crataegus monogyna, prové del gènere crataegus (al seu torn, del grec antic κράταιγος, que fa referència a l'espècie crataegus heldreichii), i del terme monogyna, que ve del grec μόνος (monos) 'un, únic' + γυνή (gynḗ) 'dona', en aquest cas i per extensió, 'pistil'.
Sinonímia
| - Mespilus oxyacantha var. apiifolia Mutel 1834 - Mespilus monogyna var. trifida Wallr. 1822 - Crataegus septempartita Pojark. [1964] - Crataegus schisticola Gand. 1884 - Crataegus podophylla Gand. 1884 - Crataegus oxyacantha var. biflora Weston 1770 - Crataegus oxyacantha L. 1754 - Crataegus lapeyrousii Gand. 1884 - Crataegus benearnensis Gand. - Crataegus acerifolia Sennen - Crataegus aguilaris Sennen - Crataegus apiifolia Medik. - Crataegus aronia raza ruscinonensis sensu Sennen - Crataegus azarella auct. - Crataegus azarella Griseb. - Crataegus azarolus subsp. triloba (Poir.) Nyman - Crataegus azarolus var. glabra Coss. in Bourg. - Crataegus azarolus var. triloba (Poir.) Mutel - Crataegus boissieri Willk. - Crataegus brevispina f. subinermis Vicioso in Sennen - Crataegus brevispina Kunze - Crataegus debeauxii Gand. - Crataegus debilis Sennen - Crataegus dissecta Borkh. - Crataegus diversifolia (Pers.) M.Roem. - Crataegus elegans (Poir.) Mutel - Crataegus eriocarpa (Lindl.) Loudon - Crataegus flavescens Bosc in Rozier - Crataegus inermis Sennen | - Crataegus insegnae (Tineo ex Guss.) Bertol. - Crataegus intermedia Schur - Crataegus laciniata var. lasiocarpa Lange - Crataegus laciniata var. lasiocarpa Lange in Huter, Porta & Rigo - Crataegus laciniata apud K.I.Chr. - Crataegus laciniata sensu Willk. in Willk. & Lange - Crataegus lamprophylla Gand. - Crataegus lasiocarpa Lange - Crataegus longepetiolata Sennen - Crataegus maroccana (Pers.) Steud. - Crataegus maura [*] maroccana Pers. - Crataegus maura var. diversifolia Pers. - Crataegus maura var. tarraconensis Sennen - Crataegus maura L.f. - Crataegus obtusiloba Sennen - Crataegus paucifoliata Pau - Crataegus paucilobata Sennen - Crataegus polyacantha Jan - Crataegus schisticola Gand. - Crataegus segobricensis (Pau) Willk. - Crataegus triloba var. erioclada Sennen - Crataegus triloba Poir. - Mespilus azarolus [C] glabra Coss. ex Asch. & Graebn. - Mespilus brevispina (Kunze) E.H.L.Krause in Sturm - Mespilus crataegus Borkh. - Mespilus elegans Poir. in Lam. - Mespilus insegnae Tineo ex Guss. - Mespilus maura var. diversifolia (Pers.) Poir. in Lam. - Mespilus maura var. maroccana (Pers.) Poir. in Lam. | - Mespilus maura (L.f.) Dum.Cours. - Mespilus monogyna raza azarella (Griseb.) Asch. & Graebn. - Mespilus monogyna raza brevispina (Kunze) Asch. & Graebn. - Mespilus monogyna raza insegnae (Tineo ex Guss.) Asch. & Graebn. - Mespilus monogyna raza intermedia (Schur) Asch. & Graebn. - Mespilus monogyna raza polyacantha (Jan ex Guss.) Asch. & Graebn. - Mespilus monogyna subvar. laciniata (K.Koch) Schinz & Thell. in Schinz & R.Keller - Mespilus monogyna var. azarella (Griseb.) K.Koch - Mespilus monogyna var. brevispina (Kunze) Wenz. - Mespilus monogyna var. elegans (Poir.) K.Koch - Mespilus monogyna var. laciniata K.Koch - Mespilus monogyna var. maura (L.f.) Wenz. - Mespilus monogyna var. trifida Wallr. - Mespilus monogyna (Jacq.) All. - Mespilus oliveriana Poir. in Lam. - Mespilus oxyacantha subsp. monogyna (Jacq.) Celak. - Mespilus oxyacantha var. elegans (Poir.) Mérat - Mespilus oxyacantha var. incisa (Mérat) Mérat - Mespilus oxyacantha var. laciniata Desv. - Mespilus oxyacantha var. monogyna (Jacq.) Moris & De Not. - Mespilus oxyacantha var. monostyla (DC.) Cambess. - Mespilus oxyacantha var. triloba (Poir.) Wenz. - Mespilus polyacantha Jan ex Guss. - Mespilus triloba (Poir.) Poir. in Lam. - Oxyacantha apiifolia Medik. ex M.Roem. - Oxyacantha azarella (Griseb.) M.Roem. - Oxyacantha elegans (Poir.) M.Roem. - Oxyacantha monogyna var. trifida (Wallr.) M.Roem. - Oxyacantha monogyna (Jacq.) M.Roem. |

## Ecologia
El seu hàbitat és l'estatge montà i regió mediterrània. Viu en indrets humits de la muntanya mitjana, normalment en rouredes o en bardisses humides, boscos caducifolis, poc densos, esbarzerars, envoltant cultius i als vessants de les muntanyes.
A Mallorca i a Menorca és comuna per tanques, bardisses, marges i torrents.
Segons indica Font i Quer, l'arç blanc és l'espècie més freqüent d'aquest gènere que es troba a la península Ibèrica. En el Dioscórides Renovado, d'aquest autor: «Las majuelas fueron pasto del hombre desde remotas épocas, cuando todo aprovechaba para su mantenimiento; en las habitaciones lacustres prehistóricas se han hallado restos de ellas, principalmente los cuescos de sus frutos».

## Descripció morfològica
Aquest arbust espinós pot arribar a atènyer uns 10 metres d'alt però normalment no passa de 5 metres. Quant als seus òrgans vegetatius, l'arrel és axonomorfa, com en totes les dicotiledònies amb un eix principal més desenvolupat que els laterals o secundaris. Té les branques o tiges llenyoses molt espinoses, de tall erecte i amb l'escorça grisenca. Als boscos de la Mediterrània no sol tenir una capçada gaire densa.
Presenta fulles joves glabres. Les fulles més desenvolupades fan d'1 a 3,5 cm; tenen de 3 a 7 (9) segments aguts i enters o lobato-dentats a l'àpex; normalment són tri o pentalobulades, discolores i pinnatipartides o pinnatífides, ovals i de marge serrat; de color verd fosc brillant a l'anvers i verd clar al revers. El pecíol mesura de 3 a 15 mm de longitud. Té estípules que solen ser lanceolato-subulades. Tan aviat pot treure primer les fulles que les flors com al revés.
Les flors són blanques i hermafrodites, i apareixen a la primavera, entre el mes de març i el mes de maig i fins al juny, formant unes inflorescències racemoses anomenades corimbes, amb una aroma intensa, fan 1 o 1,5 cm de diàmetre, amb cinc sèpals curts i triangulars i cinc pètals orbiculars i crenats. La corol·la és dialipètala amb simetria actinomorfa. L'androceu té de 10 a 20 estams. El gineceu està, tal com indica el seu nom, monogyna, format per 1 carpel en aquesta espècie, per tant és unicarpel·lar amb l'ovari ínfer o semiínfer.
Els fruits són petits poms de color roig brillant, el·lipsoides, d'un centímetre de llargada. Apareixen a final de la primavera, i maduren durant tot l'estiu fins al mes d'agost, per bé que els mantenen fins a l'hivern, aliment de diversos aucells, sobretot tords. Per als humans, són comestibles però força insípids. Tenen un sol pinyol (la llavor, procedent del seu únic carpel). S'anomenen badaülls o bé pometes o cireretes: de bon pastor (Mallorca), de pastor o de la mare de Déu.

## Usos
És un bon patró per empeltar pereres, nespleres, codonyers i serveres, a més d'atzerolers. També és un bon arbre per sembrar en espais urbans com carrers, places i jardins públics.

### Accions farmacològiques
Consta aprovat per la Comissió E del Ministeri de Sanitat alemany l'ús d'aquesta planta en els següents casos:
- Insuficiència cardíaca
- Insuficiència coronària
- Bradicàrdia.

No és útil en atacs aguts perquè té un efecte lent.

### Propietats farmacològiques
- Cardiotònica i lleugerament diürètica: es considera que la seva acció regula la tensió arterial i, per tant, es podria emprar en el tractament de la hipertensió arterial i en les arrítmies cardíaques.
- Sedant, pot resultar útil per a tractar l'insomni.
- Relaxant muscular i antiespasmòdica: també es podria utilitzar en casos d'ansietat i nerviosisme que provoquen símptomes com espasmes i tensió muscular.

### Droga
Fulles i flors. En menor mesura el fruit.

### Composició química
Tant les flors de Crataegus monogyna com les de Crataegus oxyacantha, espècie amb la que de vegades es confon, contenen quercitrina, la descomposició de la qual dona quercetina. Acabades d'agafar tenen trimetilamina.
A les fulles i als fruits hi ha lactones i diverses flavones: aquestes substàncies són les responsables, en part, de la seva acció cardíaca.
Específicament conté:
- Flavonoides (1,8-2%). Rutina, hiperòsids, vitexina, orientina, heteròsids de vitexina.
- Tanins catèquics (2,4%). Picnogenols.
- Triterpens (0,6%). Àcids oleanòlic, ursòlic, crataegòlic.
- Esteroides.
- Amines. Tiramina

## Toxicitat
Durant l'ús de preparats comercials amb arç blanc, un petit nombre de pacients avaluats va mostrar alguns efectes adversos: fatiga, transpiració, nàusees i erupció cutània a les mans, que van desaparèixer un cop suspesa la medicació.
La hipotensió arterial i bradicàrdia que provoca negativament en alguns casos es pot prendre com a efecte favorable quan hi ha cardiopaties que donen taquiaritmia i hipertensió arterial.

## Híbrids
Al Rosselló i a Mallorca hi apareix un híbrid natural entre l'atzaroler i l'espinaler o cirerer de pastor (Crataegus monogyna) que ha rebut el nom de Crataegus ruscinonensis. A diferència de l'atzeroler i l'espinaler, aquesta varietat té les fulles trilobulades, a diferència de l'atzeroler, que les té pentalobulades, i l'espinaler, que les té pinnatipartides amb 3-7 lòbuls aguts; a més, els fruits són saborosos com els de l'atzeroler, però no tan grossos, sense ser tan petits com els de l'espinaler.

## Galeria d'imatges

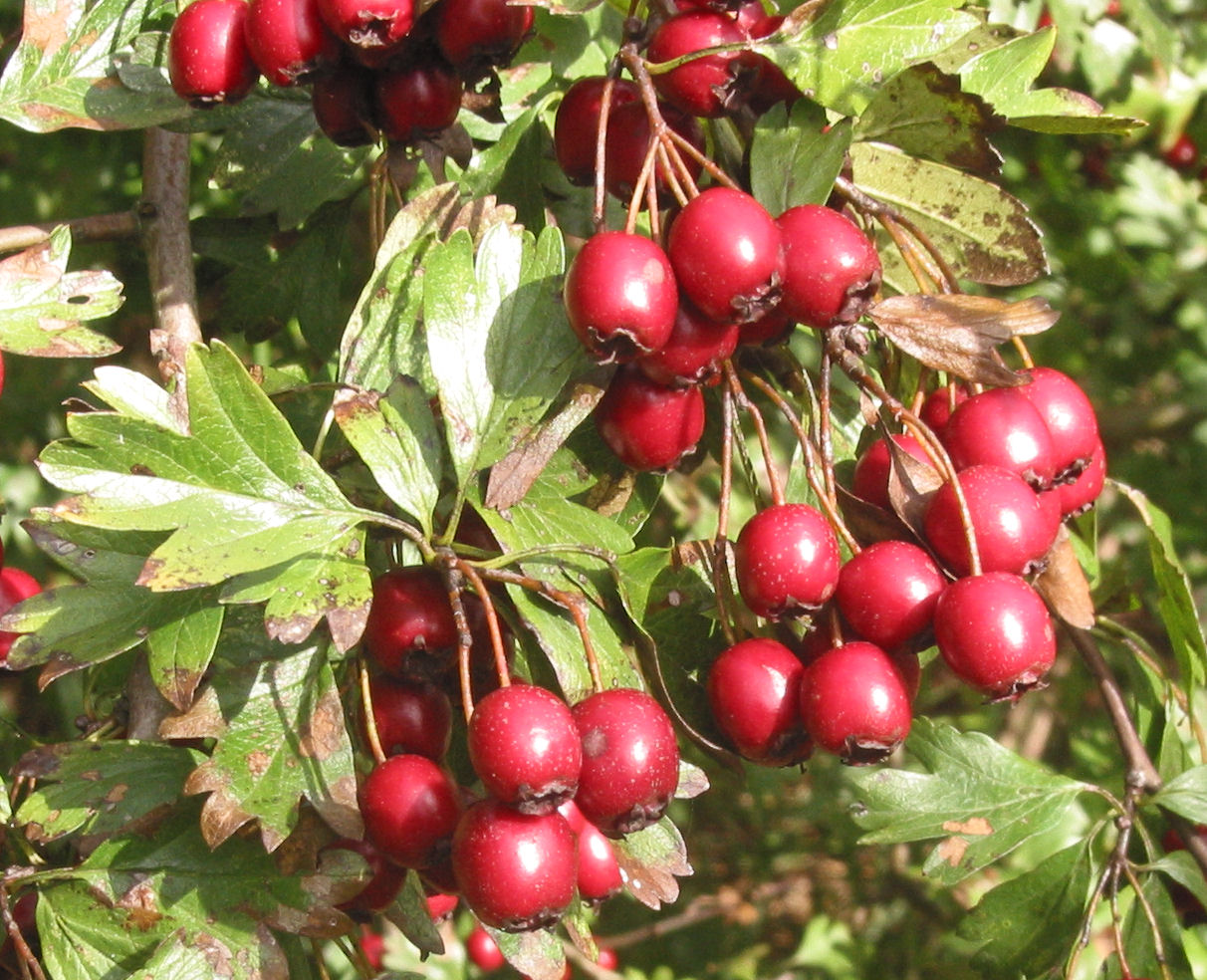
Fruits
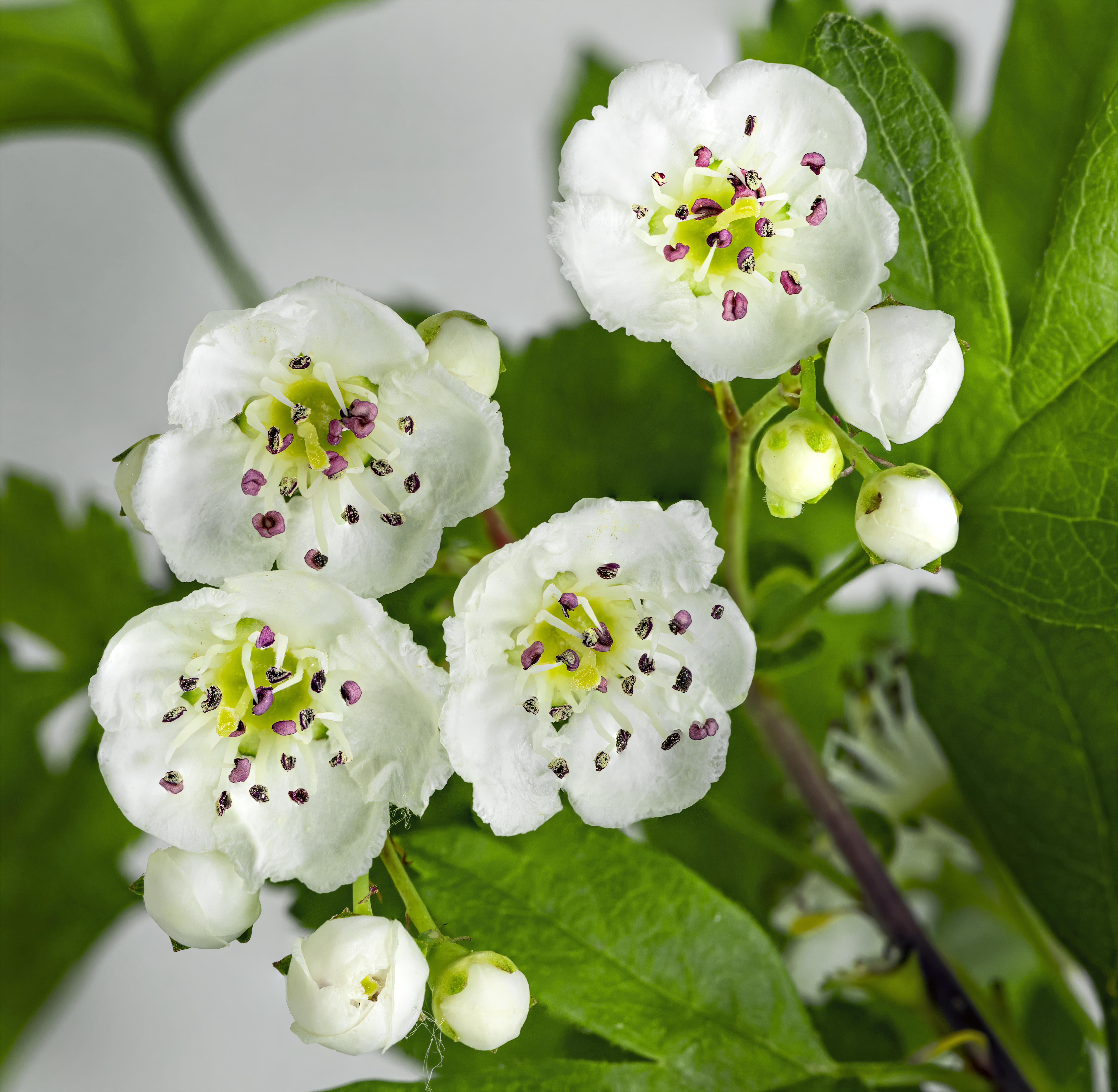
Flors i brots
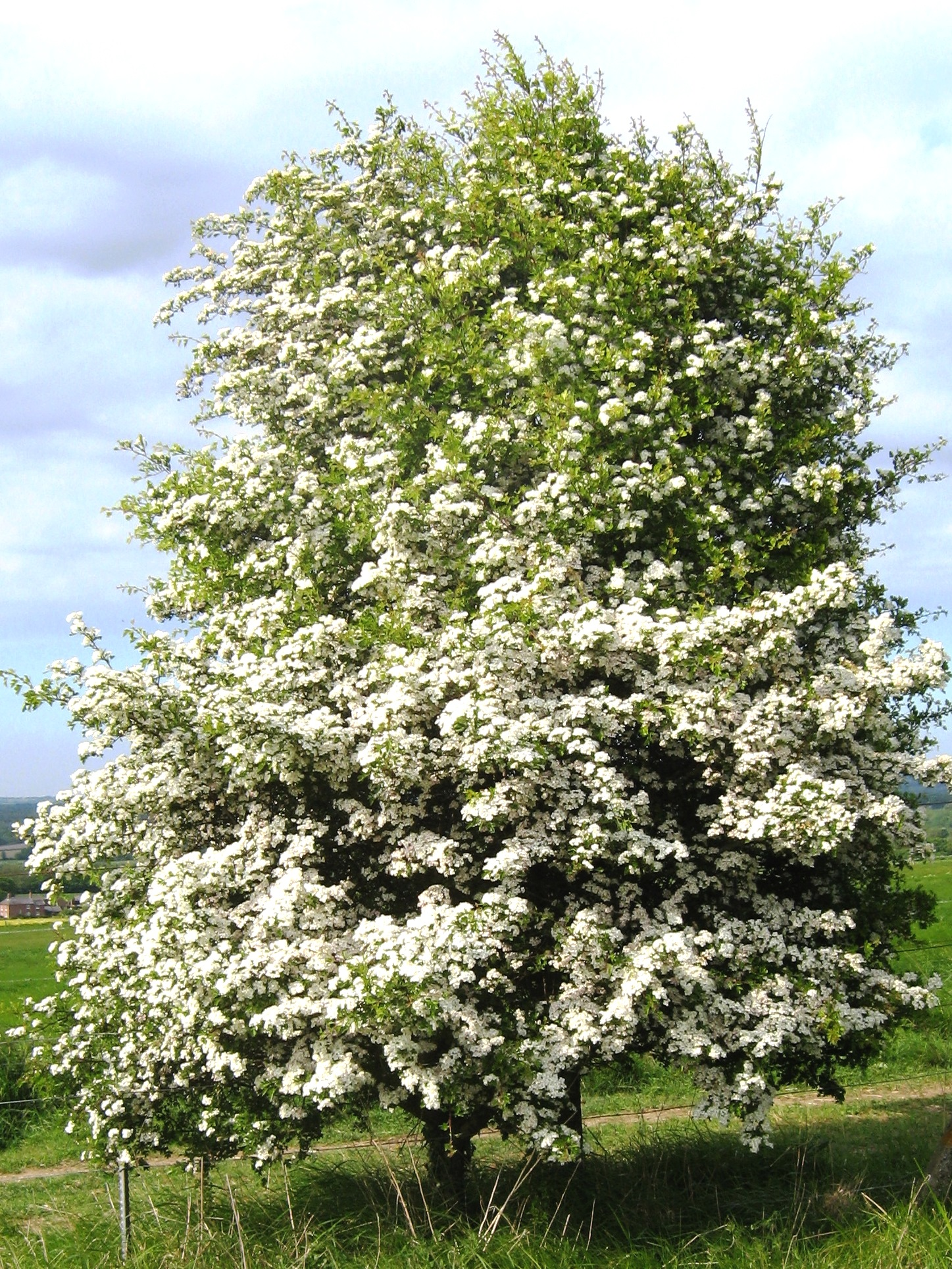
Exemplar florit
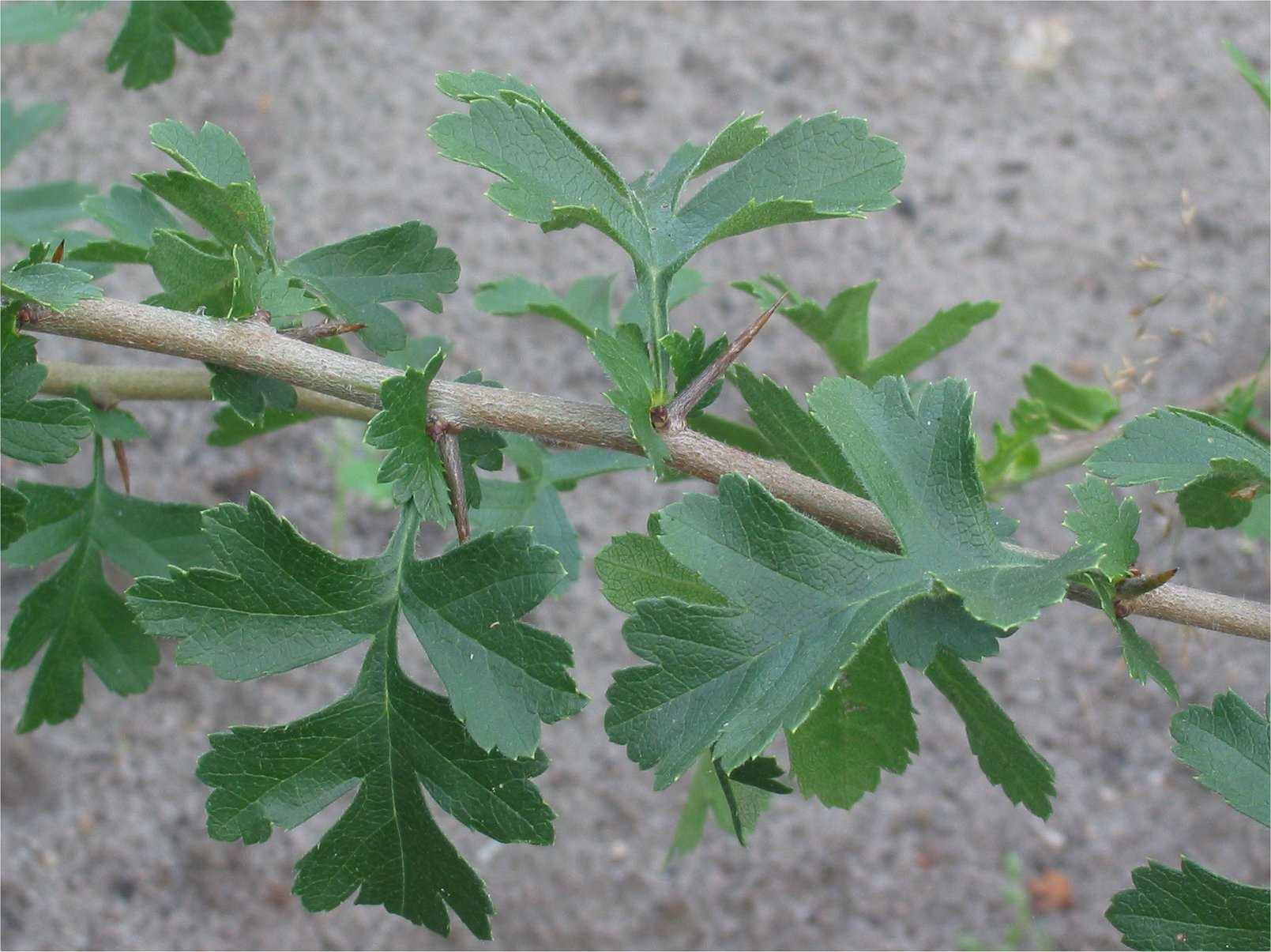
Branca espinosa
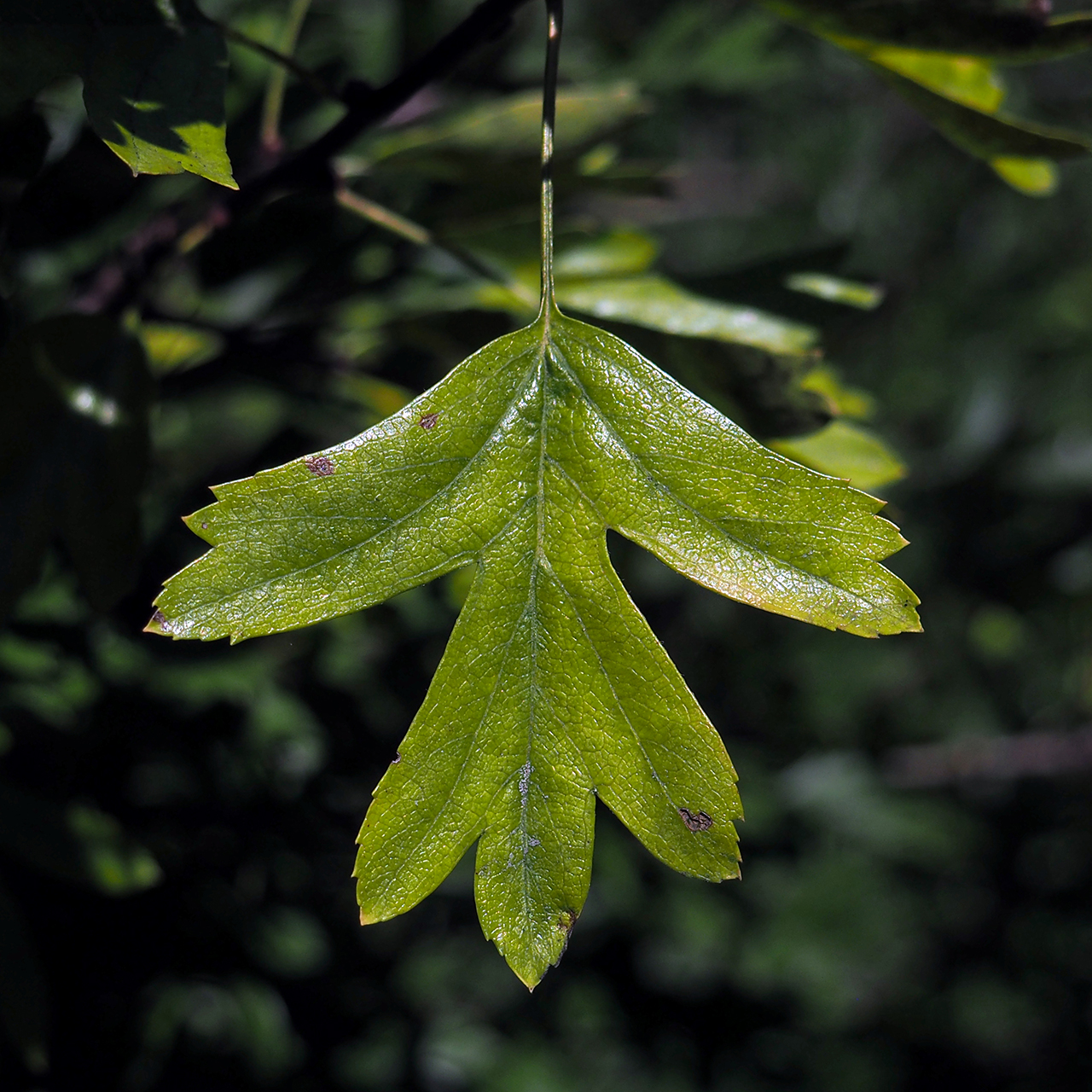
Fulla